# Arne Öhman (psykolog)
Arne Edvard Öhman, född 31 maj 1943 i Ljusdal, död 18 mars 2020 i Sankt Matteus distrikt i Stockholm, var en svensk professor i psykologi.

## Biografi
Öhman avlade doktorsexamen 1971 med avhandlingen Orienting reactions, cognitive processes and conditioned behavior in long interstimulus interval electroderman conditioning vid Uppsala universitet, och tillbringade därefter ett år på psykofysiologiskt forskningslaboratorium i University of Wisconsin-Madison. Han utnämndes vid 33 års ålder till professor i psykologi vid Universitetet i Bergen 1976. År 1982 återvände han till Uppsala Universitet som professor i klinisk psykologi. Han invaldes 1988 som utländsk ledamot av Finska Vetenskapsakademien och 1998 som ledamot av Kungliga Vetenskapsakademien. År 1993 efterträdde han Marianne Frankenhaeuser som Professor i psykologi vid Karolinska Institutet. År 2004 promoverades han till hedersdoktor vid universitetet i Bergen.
Öhman var mellan 2001 och 2004 prefekt på Institutionen för klinisk neurovetenskap, Karolinska Institutet i Stockholm,  och en viktig drivkraft bakom det nya psykologprogram med klinisk inriktning som startade på Karolinska Institutet 2007. Hans syn på psykologin som en empiriskt orienterad vetenskap med nära anknytning till biologin bidrog till KI:s ställningstagande för den evidensbaserade yrkesverksamheten som skulle komma att prägla det nya psykologprogrammet. Samtidigt med hans viktiga insatser för psykologin i Sverige, har hans vetenskapliga inflytande internationellt varit betydande. Flera av hans tidiga studier på orienteringsreflexen och vår benägenhet att lära oss rädslor för vissa specifika stimuli av betydelse för överlevnad tillhör nu klassikerna inom psykologiområdet. Dessa, liksom andra nya teoretiska bidrag till emotions- och uppmärksamhetspsykologin, kopplar samman teoretiskt viktiga frågeställningar från evolutionsbiologin med rigorös experimentell metod.
Han var sedan 2010 professor emeritus i psykologi vid Karolinska Institutet efter en lång karriär som experimentalforskare i området emotionspsykologi och psykopatologi, i synnerhet kring rädslor och rädsloinlärning; psykofysiologi och biologiska korrelat till informationsprocesser; livsstilsrelaterade problem och stressrelaterade sjukdomar.
Öhman erhöll för sina vetenskapliga insatser 2011 Wilhelm Wundt-William James Award där delar av motiveringen löd:
| ” | Arne Öhman has made outstanding and widely recognized contributions to psychology by developing a theory of fear, fear acquisition and fear disorder. His research is driven by an evolutionary conception of fear, which builds on the idea that recurring threat situations have shaped the mammalian gene pool to incorporate genes for quick detection and easy association with fear, thus allowing the avoidance of danger. He has developed a new, cognitive science theory of orienting and defense that is widely cited and is guiding the research of a host of investigators. In his own work he has consistently emphasized the importance of “pre-attentive” processing, developing a contemporary, empirical approach to the issues of awareness and consciousness. | „ |

Öhman publicerade mer än 150 vetenskapliga artiklar som citerats mer än 8 000 gånger.

## Utmärkelser
- 2011 – Mats Lekander, Gustav Nilsonne, Martin Ingvar, red (på engelska). Affective regulation and the neuroscience of emotion: festschrift in honor of Arne Öhman. Solna: Karolinska institutet. Libris 13545415. ISBN 978-91-633-8122-5 - Festskrift
- 2011 – Wilhelm Wundt - William James Award av EFPA, (European Federation of Psychologist's Association). [11]